# Aadorf
Aadorf (toponimo tedesco) è un comune svizzero di 8 838 abitanti del Canton Turgovia, nel distretto di Münchwilen.

## Geografia fisica
Aadorf si trova al confine col Canton Zurigo.

## Storia
La presenza umana nella zona di Aadorf risale all'età del bronzo; nel VI-VIII secolo si stabilirono nella regione tribù germaniche (Alemanni). Nel 1827 un incendio distrusse alcune case nella strada principale.
Nel 1996 Aadorf ha inglobato i comuni soppressi di Aawangen, Ettenhausen, Guntershausen bei Aadorf e Wittenwil (tranne le frazioni di Heiterschen e Jakobstal, assegnate a Wängi); fino al 2010 ha fatto parte del distretto di Frauenfeld.

## Monumenti e luoghi d'interesse

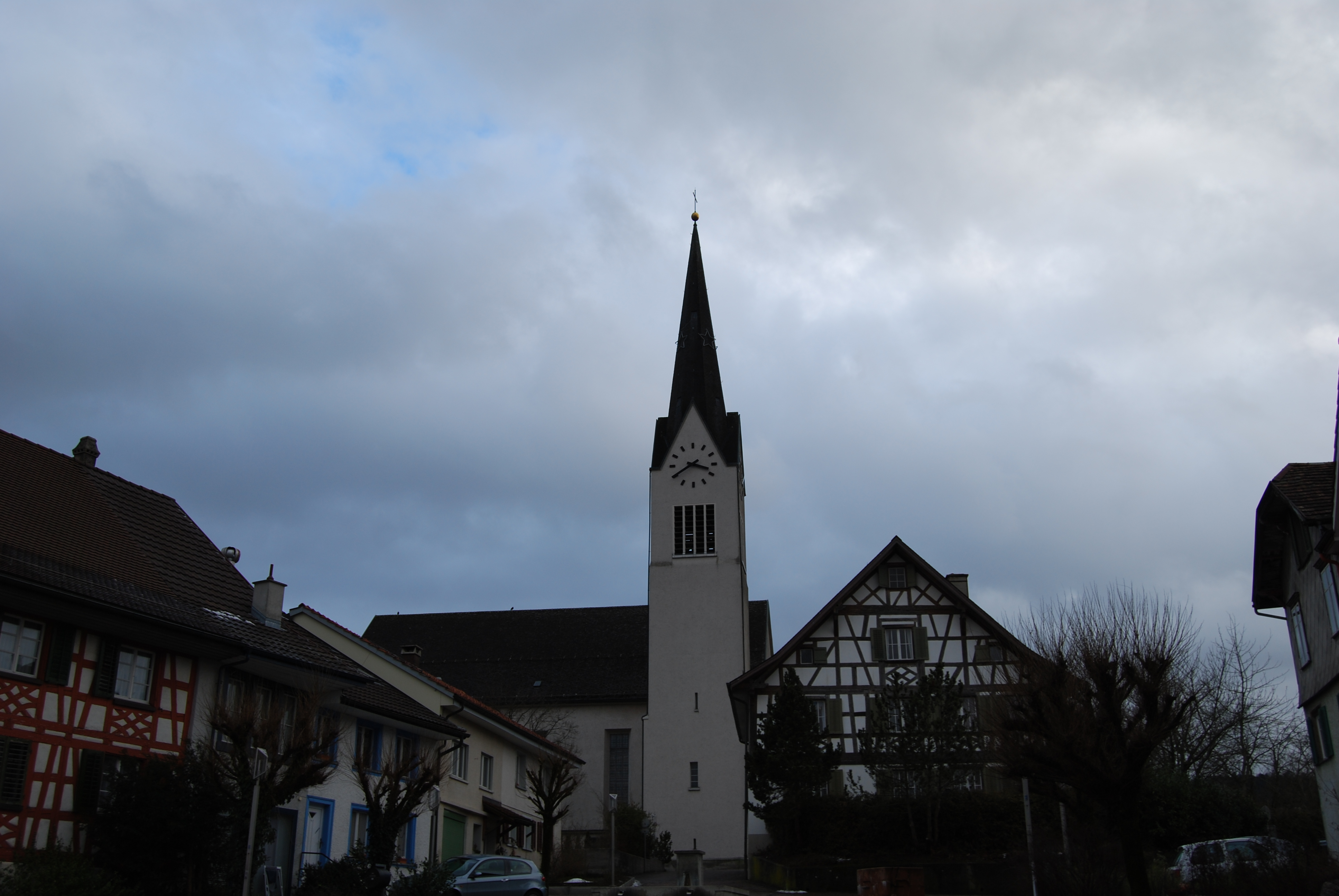
La chiesa cattolica di Sant'Alessandro

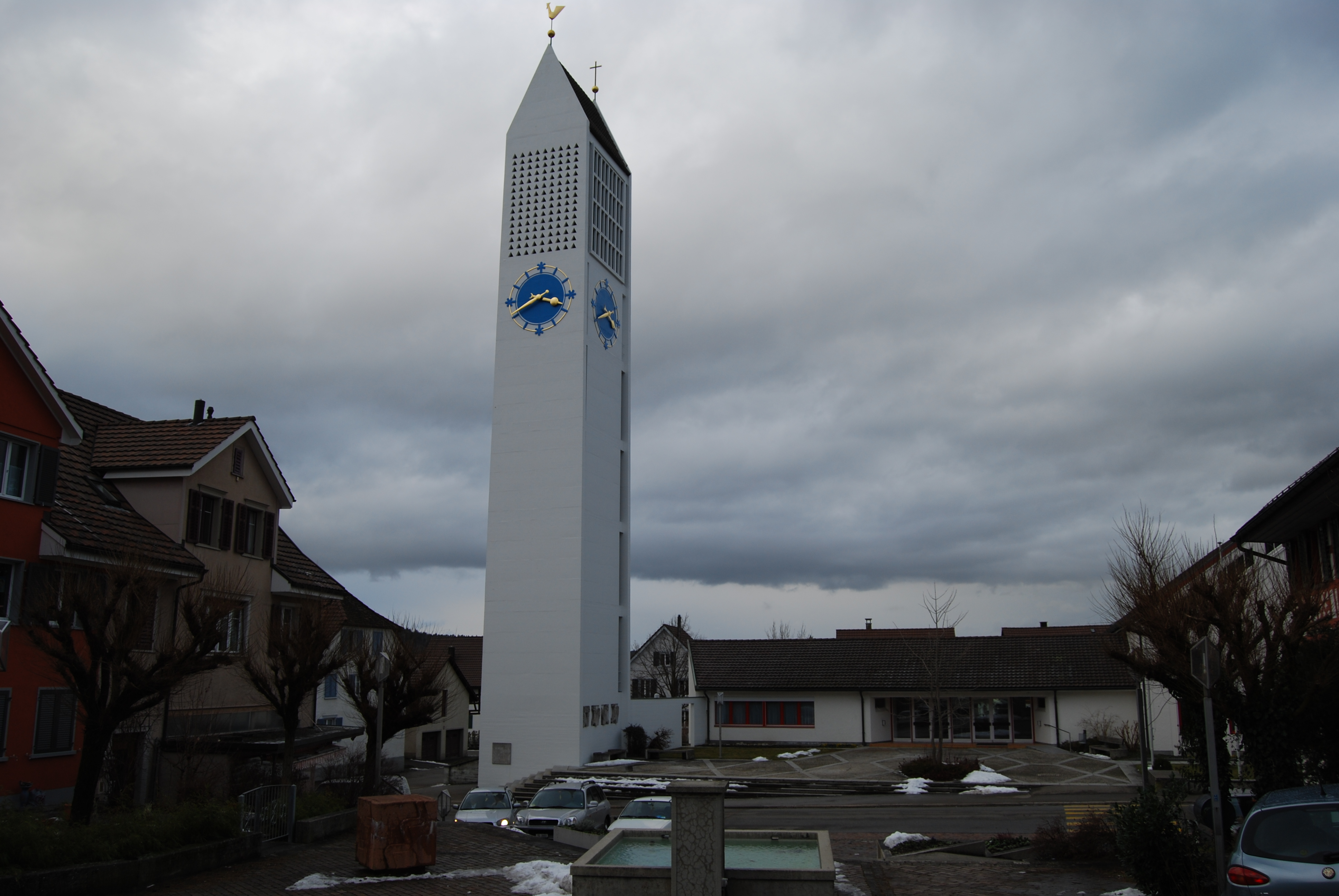
La chiesa riformata

- Chiesa cattolica di Sant'Alessandro, eretta nell'840 circa e ricostruita nel 1863-1865[1];
- Chiesa riformata, eretta nel 1954-1959[1].

## Società

### Evoluzione demografica
Con i suoi 8 838 abitanti (2016) è il settimo comune più popolato del cantone. L'evoluzione demografica è riportata nella seguente tabella (con Aawangen, Ettenhausen, Guntershausen bei Aadorf e Wittenwil):
Abitanti censiti

### Lingue e dialetti
| %     | Ripartizione linguistica (gruppi principali) |
| ----- | -------------------------------------------- |
| 91,2% | madrelingua tedesca                          |
| 2,5%  | madrelingua italiana                         |
| 2%    | madrelingua albanese                         |

## Geografia antropica

### Frazioni
- Aawangen[4]
  - Burg
  - Friedtal
  - Häuslenen
  - Huzenwil
  - Moos
- Ettenhausen[5]
  - Iltishausen
- Guntershausen bei Aadorf[6]
  - Maischhausen
  - Tänikon
  - Wittershausen
- Wittenwil[7]
  - Tausendlist
  - Weiere

## Amministrazione
Ogni famiglia originaria del luogo fa parte del cosiddetto comune patriziale e ha la responsabilità della manutenzione di ogni bene ricadente all'interno dei confini del comune.

## Infrastrutture e trasporti
Aadorf è servita dalle stazioni di Aadorf e di Guntershausen sulla ferrovia San Gallo-Winterthur.